# Frances Willard
Frances Elizabeth Caroline Willard, més coneguda com a Frances Willard (Churchville, EUA, 28 de setembre de 1839—Nova York, 18 de febrer de 1898), fou una educadora i reformista americana, fundadora del World Woman's Christian Temperance Union (1883). Fou considerada una excel·lent oradora i una experta en política de pressió; va ser líder del Partit Nacional de Prohibició (Prohibition Party).
L'any 1860 va fundar el Evanston Ladie's College, que el 1873 s'uniria al North Western Female College per convertir-se en la Universitat Femenina d'Evanston, entitat que posteriorment presidiria. També va crear, junt a d'altres persones, l'Associació de Premsa de la Dona d'Illinois, l'any 1885. L'any 1895 va escriure el llibre A wheel within a wheel: How I learned to ride the bicycle.